# مجله انآدر
مجله انآدر (به انگلیسی: AnOther) نام مجله‌ای انگلیسی‌زبان و بین‌المللی در زمینهٔ فرهنگ مد و پوشاک است. این مجله در سال ۲۰۰۱ در لندن تأسیس شد.